# سوسنووی
سوسنووی (به لاتین: Sosnovy) یک منطقهٔ مسکونی در روسیه است که در استان آرخانگلسک واقع شده‌است.